# Forest Able
Forest Edward "Frosty" Able (Fairdale, Kentucky, 27 de julio de 1932) es un exbaloncestista estadounidense que disputó un partido en la NBA. Con 1,91 metros de estatura, jugaba en la posición de base.

## Trayectoria deportiva

### Universidad
Jugó durante tres temporadas con los Hilltoppers de la Universidad de Kentucky Occidental, en las que promedió 14,4 puntos y 5,2 rebotes por partido. Fue elegido en el mejor quinteto de la Ohio Valley Conference en su temporada júnior, y lo hubiera sido en su última temporada de no ser porque la conferencia no entregó galardones ese año, ya que promedió 18,1 puntos y 6,1 rebotes, el tope de su carrera. Acabó como tercer mejor anotador de la historia de su universidad con 1.221 puntos, manteniéndose actualmente en el puesto 21.

### Profesional
Fue elegido en la vigésimo primera posición del Draft de la NBA de 1956 por Syracuse Nationals, pero únicamente disputó un minuto en un único partido ante Rochester Royals, logrando un rebote y una asistencia.
Tras retirarse, regresó a su instituto, donde además de entrenar al equipo de baloncesto, ejerció como profesor y realizó labores administrativas.

## Estadísticas de su carrera en la NBA

### Temporada regular
| Temporada | Edad | Equipo             | Liga | P | TIT | MIN | TC  | TCA | %TC  | 3P | 3PA | %3P | TL  | TLA | %TL | R.OF. | R.DEF. | REB | ASIS | ROB | TAP | PER | FP  | PTS |
| 1956-57   | 24   | Syracuse Nationals | NBA  | 1 |     | 1.0 | 0.0 | 2.0 | .000 |    |     |     | 0.0 | 0.0 |     |       |        | 1.0 | 1.0  |     |     |     | 1.0 | 0.0 |
| Total     |      |                    | NBA  | 1 |     | 1.0 | 0.0 | 2.0 | .000 |    |     |     | 0.0 | 0.0 |     |       |        | 1.0 | 1.0  |     |     |     | 1.0 | 0.0 |